# ロナルド・フィッシャー (実業家)
ロナルド・フィッシャーまたはロン・フィッシャー（Ronald D. FisherまたはRon Fisher、1947年11月1日 - ）は日本およびアメリカ合衆国の実業家。アメリカ人。ソフトバンクグループ取締役で米国事業責任者。政策投資会社SoftBank Holdings Inc.のdirector兼President、および子会社のソフトバンクキャピタルのManaging Partner、Sprint Corporation,および持株会社Galaxy Investment Holdings, IncのVice Chairman of the Board。Brightstar Global Group Inc.取締役会長を兼任する。Phoenix Technologiesの元CEO。

## 経歴
南アフリカのウィットウォーターズランド大学でBachelor of Commerce、コロンビア大学でMBAを取得。
1972年8月ICL USAでController、1976年4月TRWでCFO、1983年1月ビジコープでVice Presidentを経て1984年7月からUNIXソフトウェア会社のInteractive Systems Corp.で1988年同社がコダックに買収されるまでPresidentを務めた。1985年頃に孫正義と知り合い日本ソフトバンクを同社の日本代理店にしている。
1990年1月経営拡大の反動で損失を出し、経営不振に陥っていたBIOS開発メーカーPhoenix Technologies Ltd.のCEOに就任し業績改善に成功。Norwood Partners, LP.による敵対的買収から会社を防衛しつつ海外展開を推進した。

## SoftBank Holdings Inc.
SoftBank Holdings Inc.は1994年3月に米国で設立された孫正義を社長とする政策投資会社である。フェニックステクノロジーの出版部門であるPhoenix Publishing Systems, Inc.を買収し、9月にはZiff Davis本体の買収を試みるがフォースマンリトルとの競争に敗れ、出版部門インターロップの買収のみに留まった。そこで米国での事業拡大のため人材を探していた孫正義がロンを誘い1995年10月Director and Presidentとして招聘。以降、ロンは外国企業への政策投資や提携交渉に従事した。
- 入社直後の同年11月には21億ドルかけてZiff Davisの買収を手がけた（この際Ziff DavisのCEOエリック・ヒッポーの仲介で孫正義と井上雅博がジェリー・ヤンとデビッド・ファイロを紹介された事がYahoo!への出資と1996年1月のヤフージャパン設立に繋がった）。
- 1996年8月キングストンテクノロジー株式80％を15億800万ドルで買収に携わった（1999年7月543億円で売却し725億円の損失）[4]。
- 1997年6月ソフトバンク（現 ソフトバンクグループ）取締役に就任。
- 1998年7月イー・トレード株式28%取得し2000年から13年まで同社取締役を務めた。（日本では当時常務の北尾吉孝主導で合弁子会社イー・トレード証券を設立したが後に北尾と共にグループから独立）

## SoftBank Capital
1995年にはSoftBank Holdings Inc.の子会社SoftBank Capitalも設立している。前者は政策投資を行うのに対してこちらは純投資を行うベンチャーキャピタルである。ロンはManaging Partnerとして多くの海外出資案件に直接または間接的に携わっている。

## その後
2013年7月Sprint Corporation買収に伴いVice Chairman of the Boardに就任。2014年1月ブライトスター子会社化に伴いBrightstar Global Group Inc.のDirector、8月からはChairmanに就任。2015年6月19日ソフトバンクグループ有価証券報告書の開示情報により国内企業役員報酬としては過去最高を更新する17億9100万円（株式報酬含む）を受け取っていたことが判明した。